# Les Grandes Manœuvres
Les Grandes Manœuvres é um filme francês de 1955 do gênero Romance, escrito e dirigido por René Clair. Foi o primeiro filme colorido do diretor e conta com a participação de Brigite Bardot em início de carreira.

## Elenco
- Michèle Morgan...Marie-Louise Rivière
- Gérard Philipe...Armand de la Verne
- Jean Desailly...Victor Duverger
- Pierre Dux...coronel
- Jacques Fabbri...ordenança de Armand
- Jacques François...Rodolphe
- Yves Robert...Félix Leroy
- Brigitte Bardot...Lucie, a filha do fotógrafo
- Lise Delamare...Juliette Duverger
- Jacqueline Maillan...Jeanne Duverger, irmã de Victor
- Magali Noël...Thérèse, a cantora (creditada como Magali Noel)
- Simone Valère...Gisèle Monnet
- Catherine Anouilh...Alice, a filha do prefeito
- Madeleine Barbulée...A madame do chapéu amarelo
- Dany Carrel...Rose-Mousse

## Sinopse
Em 1913, as tropas de cavalaria de uma província francesa se preparam para os exercícios militares conhecidos como "As Grandes Manobras". O tenente Armand de la Verne, notório sedutor, aceita uma aposta na qual se compromete por escrito a "obter os favores" de uma mulher ao acaso, até a véspera de partir para as manobras. A mulher escolhida através de um sorteio em um evento beneficente da Cruz Vermelha é Marie-Louise Rivière, uma recém-chegada parisiense divorciada e dona de uma loja de roupas femininas. Armand sem demora começa a utilizar todos os seus truques para conquistar a bela dama mas ela conhece a fama do tenente e não quer nada com ele. Além disso, é cortejada por Victor Duverger, um respeitado cidadão da província. As coisas se complicam ainda mais para Armand quando ele se descobre apaixonado por Marie-Louise e até pensa em se casar com ela.

## Produção
Nas palavras do próprio René Clair (tradução livre a partir da versão em inglês): "Amor é a única preocupação em Les Grandes Manœuvres, e acho que o filme era mais uma das incontáveis variações do tema inesgotável do Dom Juan". A história é sobre uma guarnição francesa em uma cidade, no tempo brevemente anterior a Primeira Guerra Mundial, o fim da Belle Époque. Descrevendo as origens do filme, Clair disse: "Tendo passado parte da minha infância nas proximidades de Versailles, eu não poderia esquecer dos oficiais da cavalaria, os galopes deles na floresta de Viroflay, os rumores sobre suas aventuras, o duelo que os jornais noticiaram em que dois oficiais morreram...." Acrescenta ainda: "Para mim é uma película bastante sentimental por se passar no período da minha infância. Eu coloquei no filme essas coisas que eu vi".
O objetivo de Clair era criar um retrato da vida provinciana de antes de 1914, com especial atenção para a moda do período e os rituais da vida militar. Les Grandes Manœuvres foi o primeiro filme colorido de Clair, uma característica que ele queria usar desde seu período na Inglaterra no final da década de 1930. O diretor artístico  Léon Barsacq, criou cenários com cores suaves dominantes, com móveis e acessórios em preto ou branco, e figurinos em tons de bege ou marrom; ele pulverizou de amarelo as árvores para que as sombras do verde não ficassem com muito destaque. A única cor forte era o vermelho, dos uniformes militares.
O orçamento do filme foi 222 milhões de francos velhos; desse montante, o salário de Clair foi 20 milhões e o de Gérard Philipe, 18 milhões.
As filmagens começarem no estudio de Boulogne em 28 de abril de 1955, continuando até 2 de julho e com finalização rápida; a maior parte da edição foi decidida durante as filmagens, com poucas tomadas alternativas. Contudo, Clair hesitou quanto ao final do filme. Dois foram filmados e mostrados a grupos de amigos para ver as reações. Apesar do favorito ser o mais amargo e trágico, Clair resolveu optar pelo mais delicado e discreto, que estava mais de acordo com sua própria maneira. Não obstante, foi o primeiro filme do diretor que não teve um "final feliz".

## Recepção
A primeira exibição de Les Grandes Manœuvres foi em Moscou, em 17 de outubro de 1955, como parte da primeira "Semana do Cinema Francês". (Isto provocou um ataque de um jornal francês que criticou a seleção para a USSR pois se sugeria que o exército francês não tinha nada melhor a fazer que perseguir conquistas amorosas. Clair alimentou as queixas ao dizer numa conferência de imprensa em Moscou que na vida nada era mais sério do que o amor). A estreia na França aconteceu em 26 de outubro de 1955, e em geral foi bem recebido tanto pela crítica quanto pelo público. Mesmos os críticos menos entusiasmados foram respeitosos. Muitos admiradores de Clair afirmaram ser esse seu melhor filme.Uma das poucas reações hostis foi de Claude Mauriac que disse que a atuação de Gérard Philipe fez de um personagem simpático um sedutor complacente. André Bazin observou que o filme era "como todos aqueles clássicos que não clamam originalidade do material, apenas a maneira que as peças foram mexidas no tabuleiro de xadrez.... Les Grandes Manœuvres começa como vaudeville, segue como comédia, muda para drama e culmina como tragédia". Uma resenha positiva de Jacques Doniol-Valcroze apareceu no France-Observateur em novembro de 1955: escreveu que todas as coisas no filme lembram uma opereta; "Nos sorrimos, rimos, ficamos espantados, sorrimos novamente e sentimos nosso coração doer [-] seria um erro subestimar Les Grandes Manoeuvres, o que algumas pessoas tem feito".
A produção recebeu duas importantes premiações, o Prêmio Louis Delluc e a do Sindicato dos Críticos Franceses de Cinema (Prêmio Méliès).
Em 1974, o filme foi exibido fora da mostra competitiva, no Festival de Cannes.
Clair considerou Les Grandes Manœuvres (ao lado de Le silence est d'or) como seu melhor filme de pós-Guerra. No entanto, ele apareceu num momento em que o estilo clássico do cinema francês que o diretor representava estava sob questionamento por parte de uma nova geração de críticos e cineastas, o que fez com que fosse menos bem recebido.